# Essam Sharaf

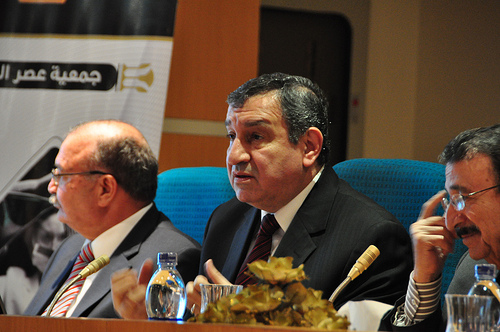
Essam Sharaf (midden), januari 2011

Essam Abdel Aziz Sharaf (Arabisch:عصام عبد العزيز شرف) (Gizeh, 1952) is een Egyptisch politicus en sinds 3 maart 2011 minister-president van zijn land. Hij volgde Ahmed Shafik op. 
Sharaf studeerde bouwkunde aan de Universiteit van Caïro en aan de Purdue University. In 1984 promoveerde hij aan laatstgenoemde universiteit. In 1985 werd Sharaf hoogleraar in Caïro, om vervolgens zes jaar te werken aan de Koning Saud Universiteit in Riyad, Saoedi-Arabië. 
Tussen 13 juli 2004 en 31 december 2005, was hij minister van Verkeer. Hij trad af na een dodelijk treinongeluk, omdat hij de middelen niet had om het Egyptische spoorwegennet te verbeteren. Na zijn terugtreden richtte hij, samen met onder andere Nobelprijswinnaar Ahmed H. Zewail, de ngo Age of Science op, een organisatie die wetenschap in de Egyptische samenleving wil bevorderen.
Tijdens de Egyptische Revolutie stond Sharaf aan de kant van de demonstranten. Daarom was Sharaf voor de Opperste Raad van de Strijdkrachten de ideale kandidaat om Ahmed Shafik als minister-president op te volgen.